# Adalbert III van Bohemen
Adalbert III van Bohemen (1145 - Salzburg, 8 april 1200) was tweemaal aartsbisschop van Salzburg.

## Levensloop
Hij was een zoon van hertog Wladislaus II van Bohemen en prinses Gertrudis van Oostenrijk, een dochter van hertog Leopold III van Oostenrijk. Adalbert was bestemd voor de geestelijke stand en werd diaken in een klooster nabij Praag.
Nadat zijn oom langs moederkant en aartsbisschop van Salzburg Koenraad van Babenberg stierf, werd hij op 1 november 1168 verkozen tot de nieuwe aartsbisschop van Salzburg. Door de patriarch van Aquileia werd hij op 15 maart 1169 tot bisschop gewijd. Adalbert had echter niet de officiële toestemming van Heilig Rooms keizer Frederik I Barbarossa gevraagd om bisschop te mogen worden, waardoor de keizer zijn functie van aartsbisschop betwistte.
Na enkele pogingen zette keizer Frederik Adalbert in 1174 af als aartsbisschop van Salzburg. Paus Alexander III weigerde de afzetting echter te aanvaarden en bleef Adalbert steunen. Dit leidde echter tot een conflict tussen de paus en keizer Frederik. 
Uiteindelijk besloten de paus en keizer Frederik in 1177 om samen te komen in Venetië om hun conflict af te sluiten. Bij een akkoord dat werd afgesloten verklaarde de paus dat hij het ontslag van Adalbert als aartsbisschop aanvaardde. Hij werd opgevolgd door Koenraad III van Wittelsbach.
Vervolgens werd Adalbert proost in een Boheems klooster, wat hij bleef tot in 1183. Op 19 september van dat jaar werd hij namelijk opnieuw verkozen tot aartsbisschop van Salzburg. Omdat hij ditmaal de officiële toestemming van keizer Frederik I Barbarossa had gevraagd en gekregen, kon hij zonder problemen zijn functie opnieuw uitoefenen. Hij bleef aartsbisschop tot aan zijn dood in 1200.
- Gemeinsame Normdatei: 102417997
- Virtual International Authority File: 7775651